# Срђан Перишић
Срђан Перишић (Фоча, 21. мај 1972) српски је политиколог, професор геополитике и међународних односа.

## Биографија
Рођен је у учитељској породици у Фочи где је завршио основну школу. Завршио је општу Војну гимназију у Београду.
Дипломирао је на Војној академији копнене војске у Београду. Магистрирао је два пута на Факултету политичких наука у Београду. Први пут из геополитике, а други пут из политичке теорије. Докторирао је такође на Факултету политичких наука у Београду са тезом из политичке теорије и међународних односа.
Перишић је једно време био официр у Српској и у Србији, на дужностима од командира вода до команданта батаљона. Перишић је био саветник Милорада Додика, српског члана Председништва БиХ, од 2022. године саветник је Председника Републике Српске.
Истраживач је у Институту за азијске студије (IAS – Institute for Asian Studies) у Београду од 2009. године. Перишић је један од оснивача Безбедносног форума у Бањалуци 2019, као и Српско-руског братства у Београду 2022. године. Ванредни професор Универзитета у Источном Сарајеву. На Факултету политичких наука у Београду је гостујући професор из предмета геополитика. Добитник је Годишње награде за 2014. годину, за најбољи научни рад објављен у научно-теоријском часопису Војно дело, под насловом "Геополитичко усмерење спољне политике Русије". Колумниста је месечног часописа Одбрана кога издаје Министарство одбране Србије.

## Дела
- Геополитика и Срби – научна монографија, Филип Вишњић, Београд, 2022.
- Нова геополитика Русије – научна монографија, Медија центар Одбрана, Београд, 2015.
- "Дугинова деконструкција постмодерне"[2], Социолошки преглед, бр. 55/3, Београд, 2021.
- "Повратак Русије - Русија у 21. веку"[3], Напредак - часопис за политичку теорију и праксу, бр. 1/2, Београд, 2020.
- Геополитичко понашање савремене Турске[4], Војно дело, бр. 70, Београд, 2018.
- Либерализам vs демократија: ограничење политичке демократије - искорак ка изградњи глобалног нихилистичког друштва[5], Српска политичка мисао, бр. 3/2009, Институт за политичке студије, Београд, 2009.
- "Национална безбедност као чинилац геополитичког позиционирања Русије у 21. веку"[6], Војно дело, бр. зима 2010, Београд, 2010.
- "Геополитичко усмерење спољне политике Русије"[1], Војно дело, бр:лето 2014, Београд, 2014.
- "Одлазак модерне епохе - између краја историје и страха од будућности"[7], Политичка ревија, бр. 3/2014, Институт за политичке студије, Београд, 2014.
- "Постмодерно нестајање политичког и демократије"[8], Политичка ревија, бр. 02/2012, Институт за политичке студије, Београд, 2012.
- "Србија и два погледа на свет: Европска унија и Русија", Србија и Евроазијски савез, Центар академске речи, Шабац, 2016.
- "Крај модерног суверенитета и државе", Где ти је држава Каине?, Центар академске речи, Шабац, јуни 2015.
- "Геополитичко одвајање Украјине од Русије"[1], Украјинско питање данас, Центар академске речи, Шабац, јануар 2015.
- "Савремено геополитичко сучељавање Русије и Запада – Да лије на помолу (нови) раскол између Европе и Русије?"[9], Војно дело, бр. 4/2015.
- "Геополитичка оријентација Србије: потреба за дефинисањем"[10], Култура полиса, посебно издање, бр. XII/2015, Култура - Полис, Нови Сад, 2015.
- "Енергетска стратегија Русије и Србија – ехо Јужног тока"[11], Војно дело, бр. 7/2016, Београд, 2016.
- "Раскорак: савремена политичка теорија и пракса", Наука и стварност, Филозофски факултет Универзитета Источно Сарајево, Пале, 2016.